# Evers (släkt)
Evers är en svensk släkt som härstammar från Tyskland.
Den äldste kände stamfadern är Joachim Heinrich Evers (1766-1836) från Obernwolde nära Lübeck i Tyskland. Han var far till Asmus Heinrich och Johann Friedrich, som 1812 och 1821 invandrade till Sverige. En gren har utvandrat till England och Brasilien.

## Medlemmar
- Oskar Evers (1833-1918), svensk politiker
- Albert Evers (1846-1912), svensk politiker